# 駱克道市政大廈

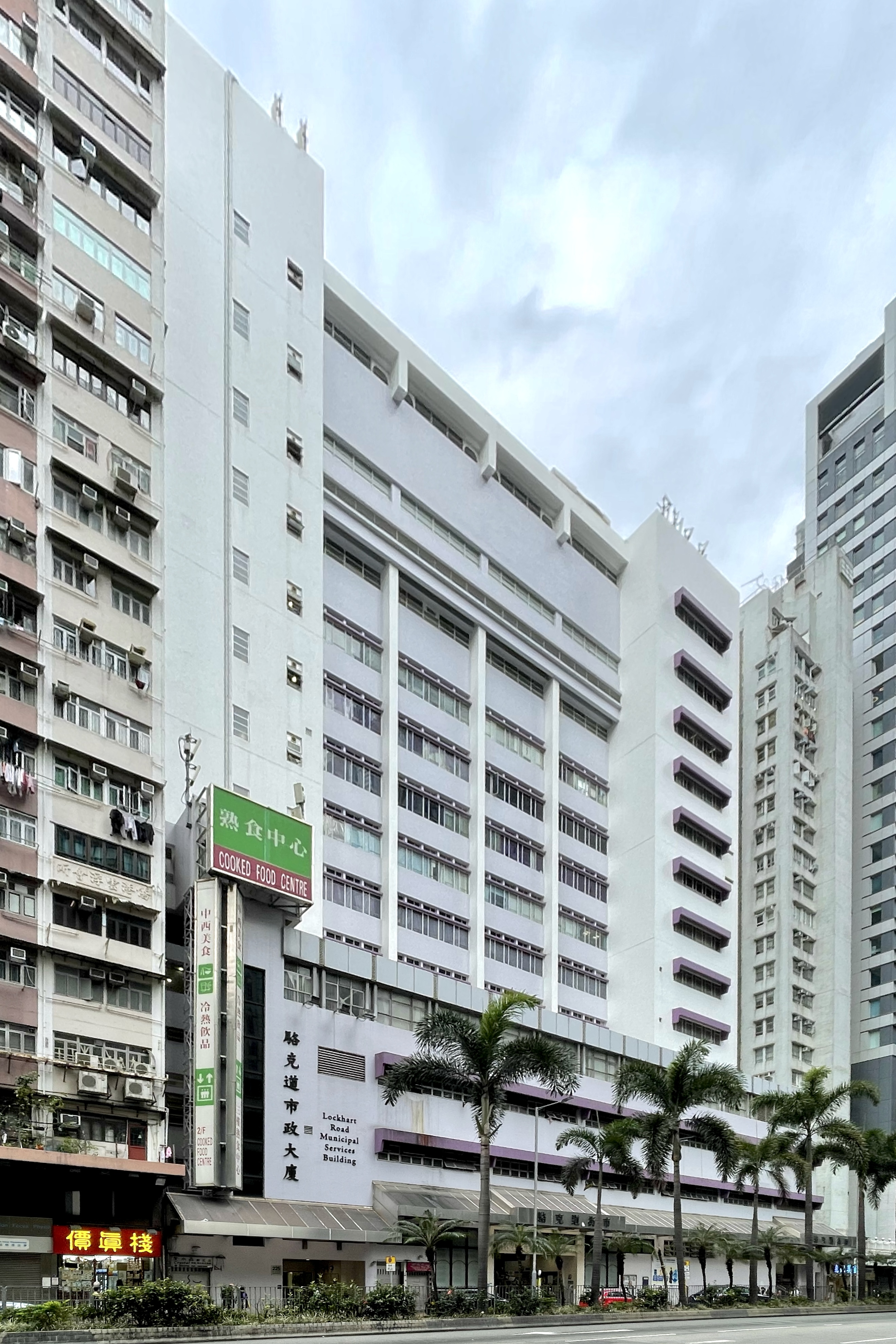
駱克道市政大廈

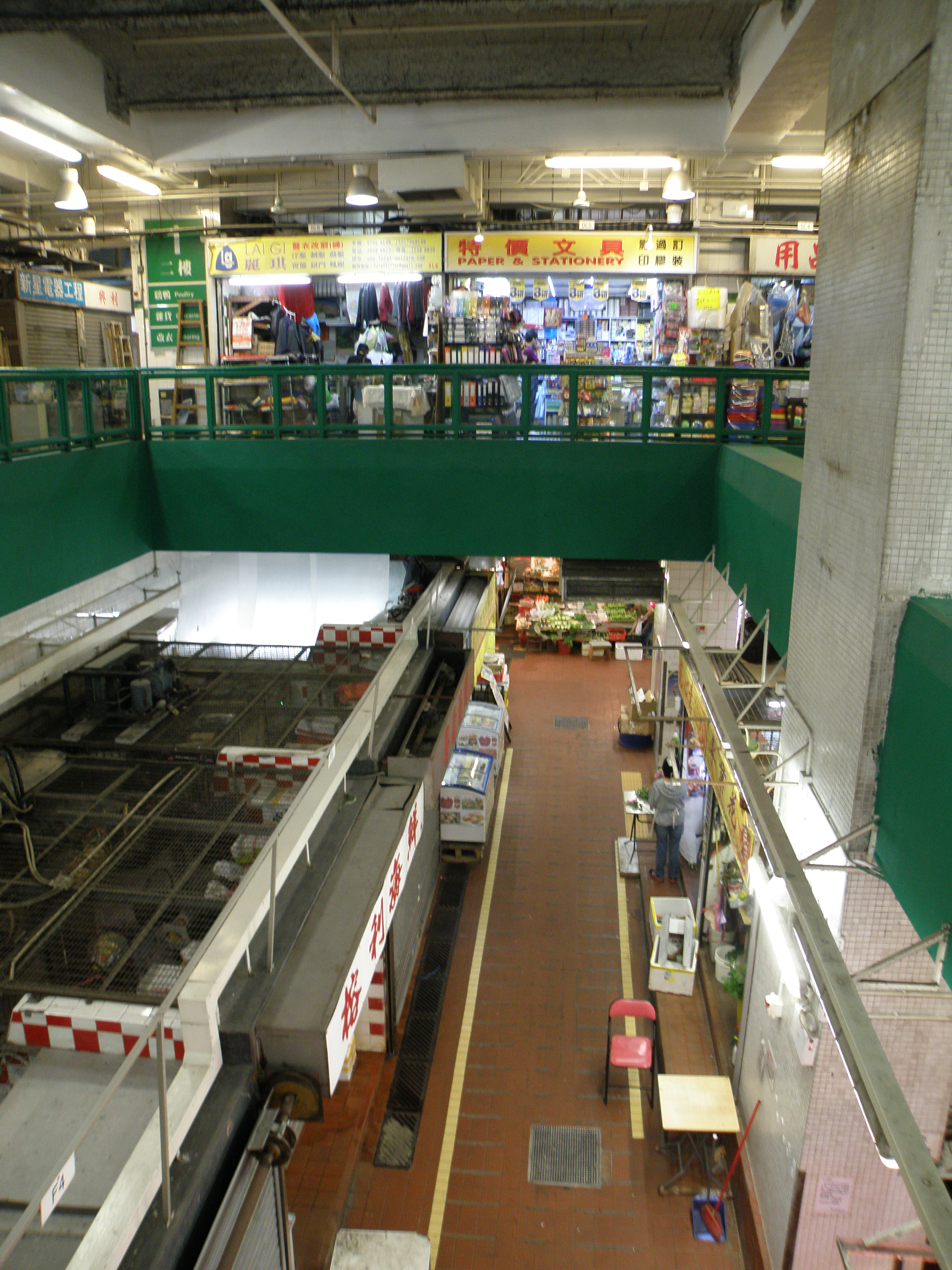
駱克道街市

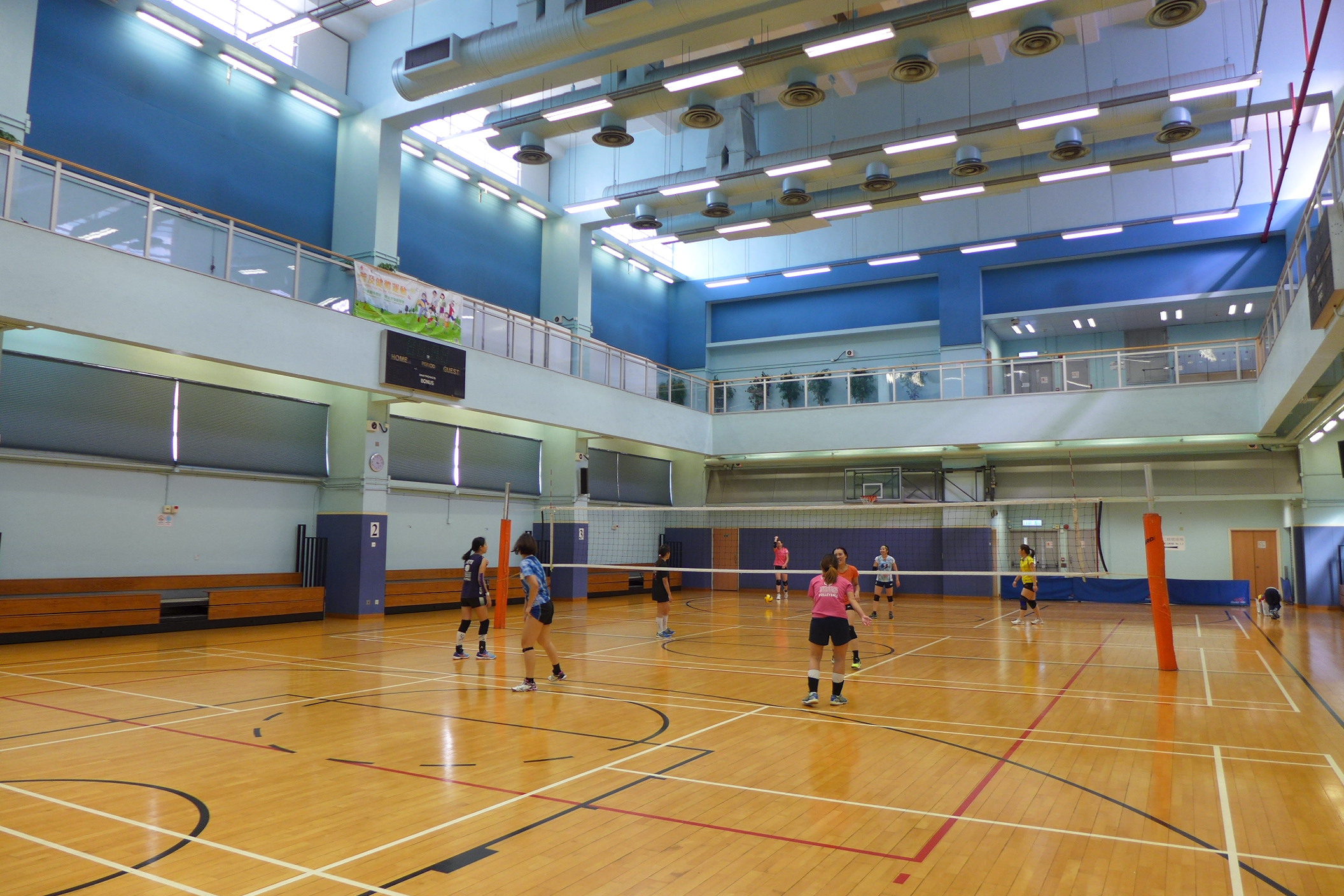
駱克道體育館內的多用途主場

駱克道市政大廈（英語：Lockhart Road Municipal Services Building）是香港轄下一座多用途的市政大樓，由鍾華楠建築師事務所有限公司設計，位於香港島灣仔軒尼詩道225號，樓高12層，內設街市、熟食中心、圖書館及體育館等市政設施。

## 歷史
1986年10月，香港市政局宣佈因考慮到灣仔及跑馬地有19萬7千名居民，故決定於1987年1月在當區成立新的圖書館。1987年1月8日，市政局副主席杜葉錫恩、圖書館委員會主席陳若瑟、灣仔區議會主席林貝聿嘉來到還沒啟用的駱克道公共圖書館參觀。駱克道公共圖書館於1987年1月12日啟用，同月灣仔圖書館及跑馬地圖書館因此決定停用。駱克道市政大廈由時任市政局副主席的杜葉錫恩於1987年3月3日揭幕。
2006年，香港政府計劃以2千萬元為駱克道公共圖書館翻新。在翻新前當局曾在2006年的兩個週末舉行諮詢會，徵詢居民對圖書館改善工作的意見。之後在2007年至2008年期間進行翻新工程，香港公共圖書館在2011年引入「智能識別」系統，採用無線射頻識別技術管理館藏，駱克道館亦成為全港六間進行智能識別系統操作試驗的公共圖書館之一，於2011年12月27日開始進行試驗。

## 設施
- 地下至2樓：駱克道街市
- 3樓：駱克道公共圖書館學生自修室
- 4樓至5樓：駱克道公共圖書館
- 7樓：食物環境衞生署灣仔區環境衛生辦事處
- 8樓：食物環境衞生署港島區小販及街市辦事處
- 9樓：康樂及文化事務署灣仔區康樂事務辦事處
- 10樓至12樓：駱克道體育館（設1個多用途主場、乒乓球檯、壁球室/多用途活動室及健身室）

駱克道市政大廈在2007年10月曾經進行裝修。

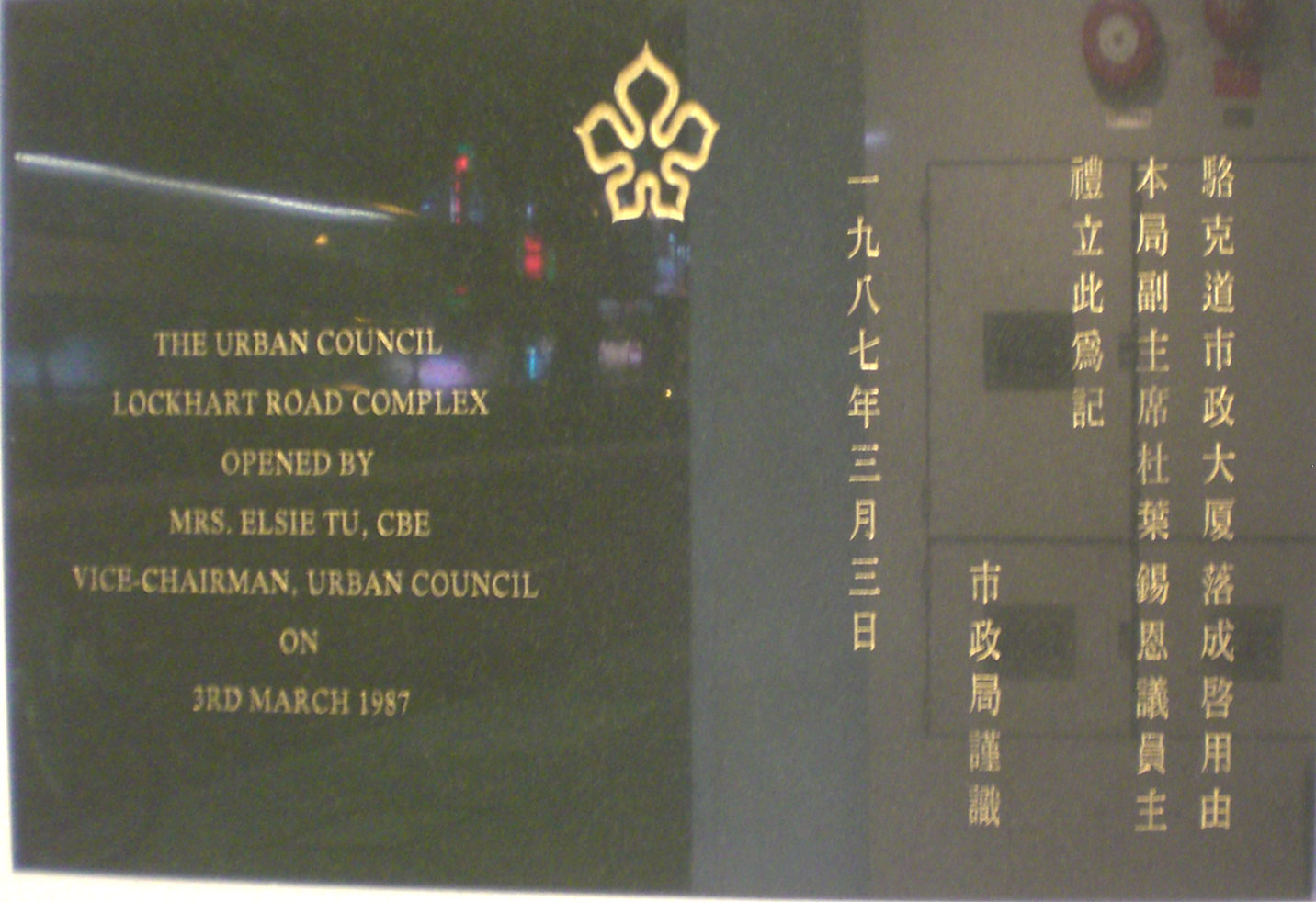
揭幕紀念石刻
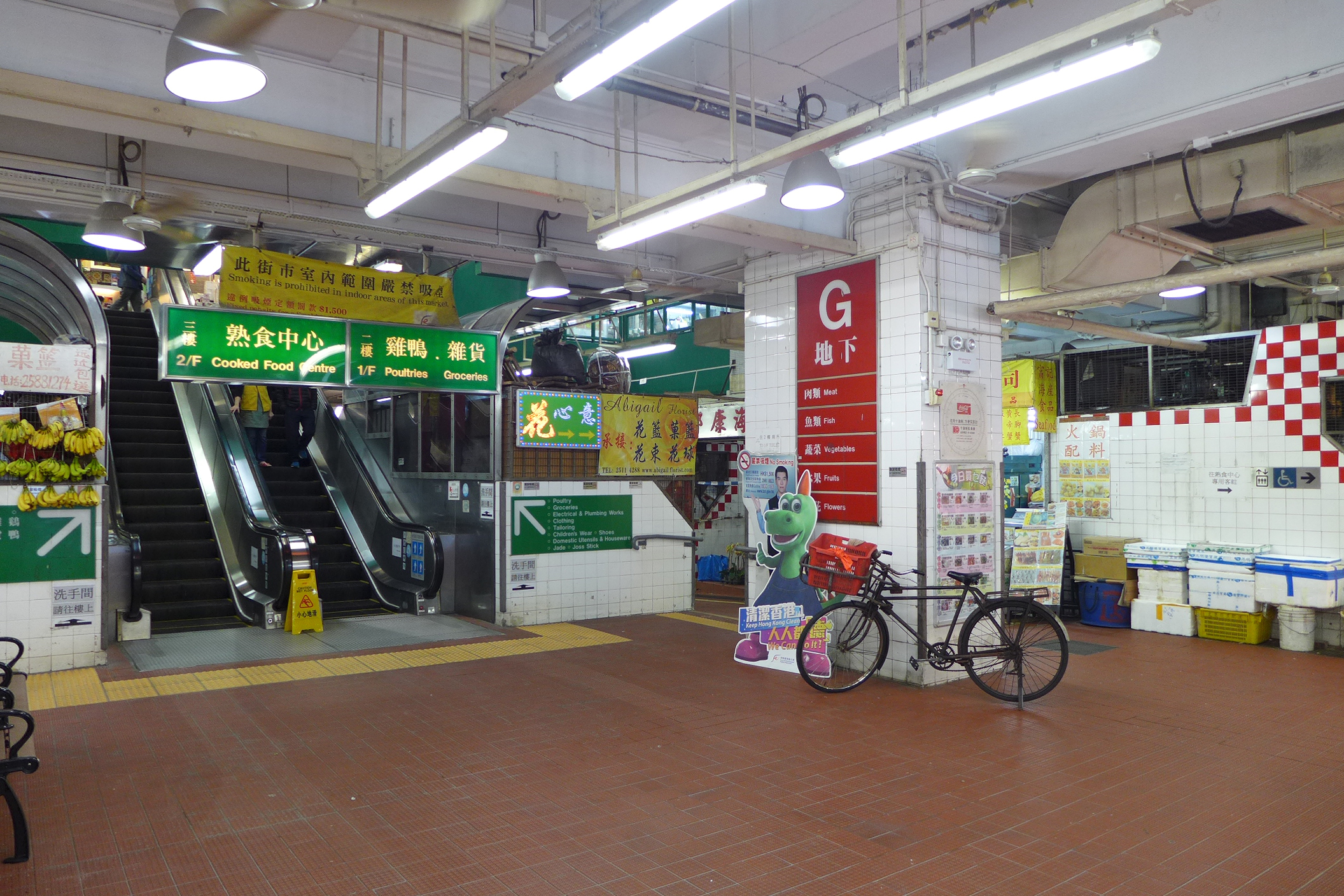
駱克道街市地下
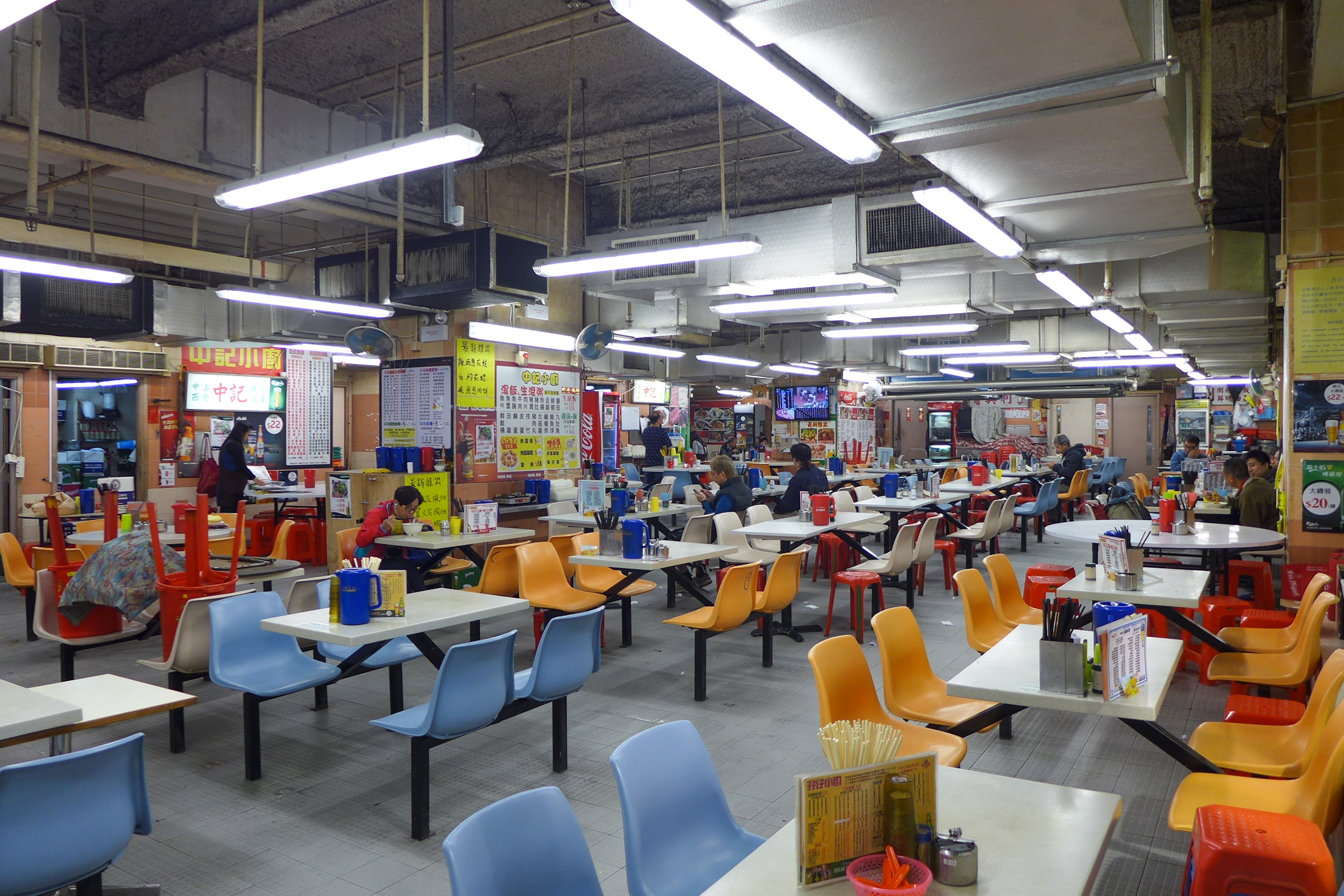
2樓駱克道熟食中心
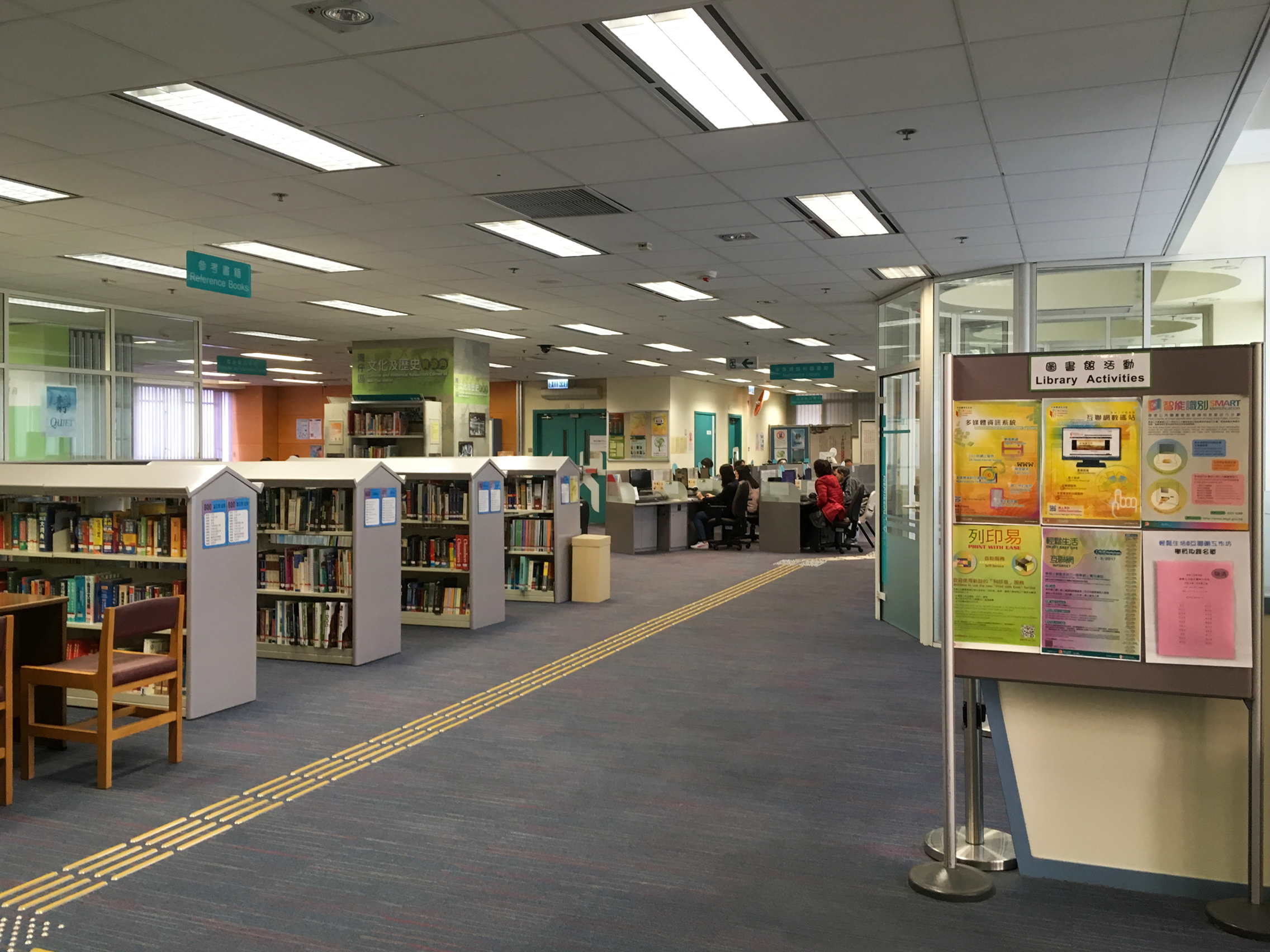
4樓駱克道公共圖書館
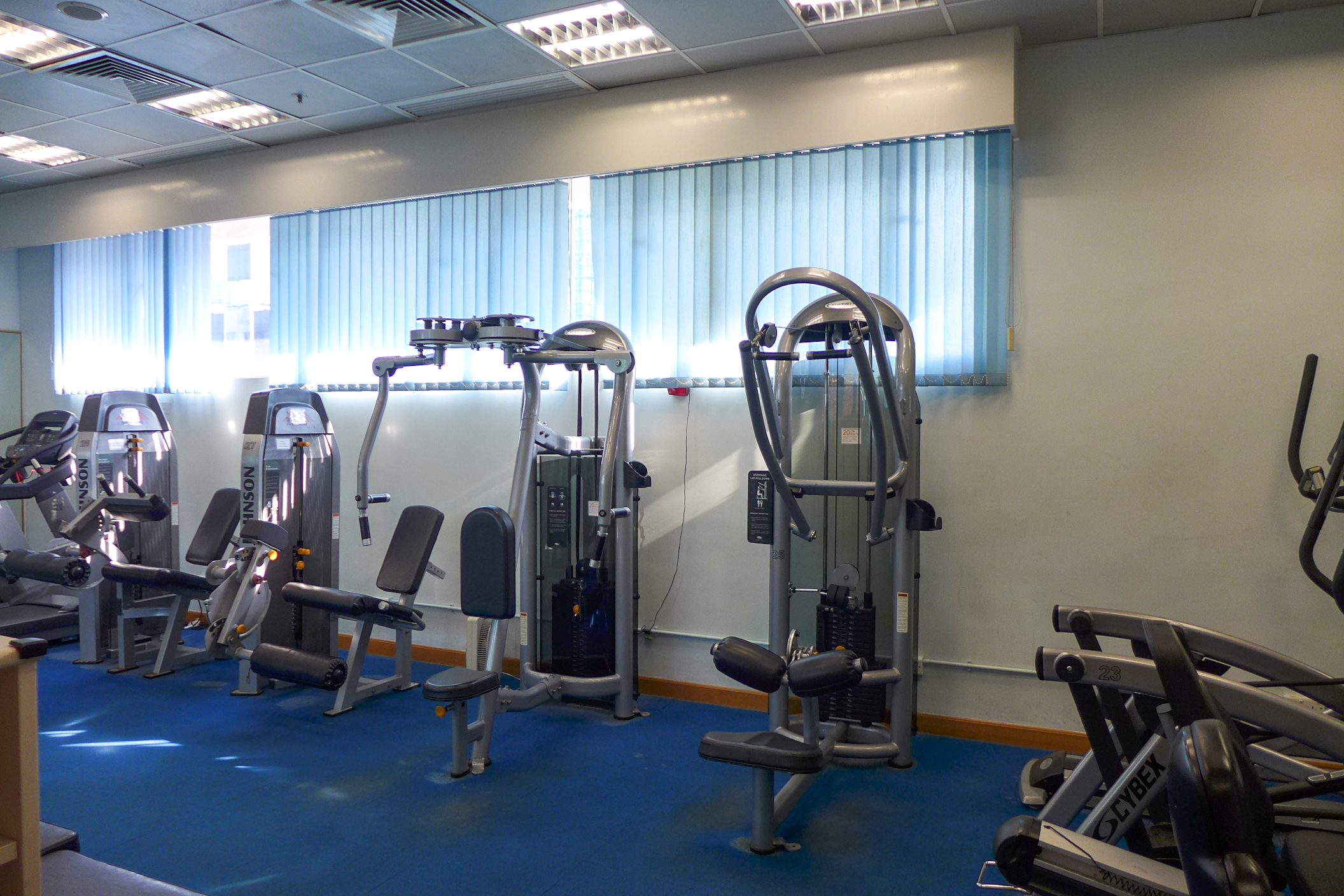
12樓健身室

## 評價
2004年，《錢江晚報》的劉詩平和張雅詩形容駱克道公共圖書館的借還書排隊隊伍很長。梁文道和邵家臻形容2006年的諮詢會雖宣稱要收集市民的意見，但具體舉辦時的「形式其實已經決定內容」。 
2010年，《太陽報》記者李佩珩與室內空氣質素顧問黃勁松一起測量了駱克道圖書館自修室的可吸入懸浮粒子含量，結果發現它比環保署的「室內空氣質素指標」要求「多出近三倍」。2012年，同一報章的記者再度測量駱克道圖書館自修室的二氧化碳含量，結果為3,000百萬分比（ppm）。同年《明報》引述民間團體107動力的測量結果為1080ppm。2017年，《東方日報》記者測量了駱克道公共圖書館的二氧化碳濃度，結果為1893ppm，超出環保署的室內空氣質素指標「良好」級別規定（1000 ppm）。
2019年2月，新華社的王一娟和蘇曉讚揚該圖書館把自修室和藏書區域分開的設計，讓基於不同目的使用圖書館的使用者「各得其所，互不影響」。

## 外部連結
- 食環署：駱克道街市 （页面存档备份，存于）
- 香港公共圖書館：駱克道公共圖書館 （页面存档备份，存于）
- 康文署：駱克道體育館 （页面存档备份，存于）